# 117

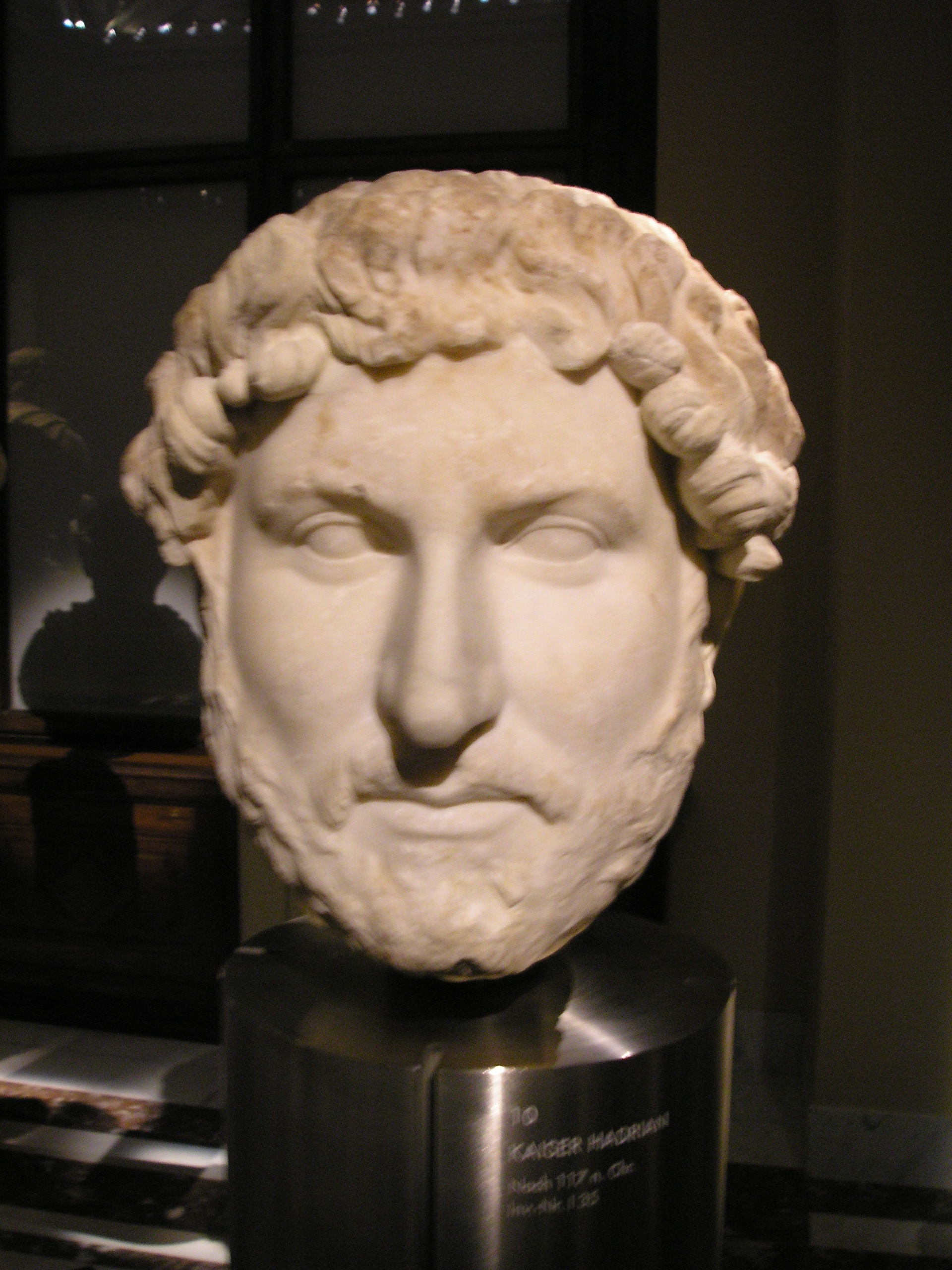
Keizer Hadrianus (r. 117-138)

Het jaar 117 is het 17e jaar in de 2e eeuw volgens de christelijke jaartelling.

## Gebeurtenissen

### Italië
- 8 augustus - Keizer Trajanus overlijdt in Cilicië en wijst op zijn sterfbed Hadrianus (r. 117-138) aan als troonopvolger van het Romeinse Keizerrijk. Na zijn dood wordt zijn as in de triomfzuil op het Forum van Trajanus geplaatst.
- Hadrianus consolideert de rijksgrenzen (Limes), hij zorgt voor een betere infrastructuur en verleent fiscale amnestie aan Romeinse burgers.

### Parthië
- Hadrianus sluit een vredesverdrag met de Parthen en trekt vanwege de financiële lasten het Romeins leger terug uit Syria.
- Parthamaspates wordt verdreven en Osroes I in zijn koningschap hersteld. De ingelijfde provincies Armenia en Mesopotamia worden weer afgestaan.

### Palestina
- Einde van de Kitosoorlog: diverse opstanden in de Joodse diaspora worden neergeslagen.

## Overleden
- 8 augustus - Marcus Ulpius Trajanus (63), keizer van het Romeinse Keizerrijk
- Publius Cornelius Tacitus, Romeins consul en historicus